# Capitulum

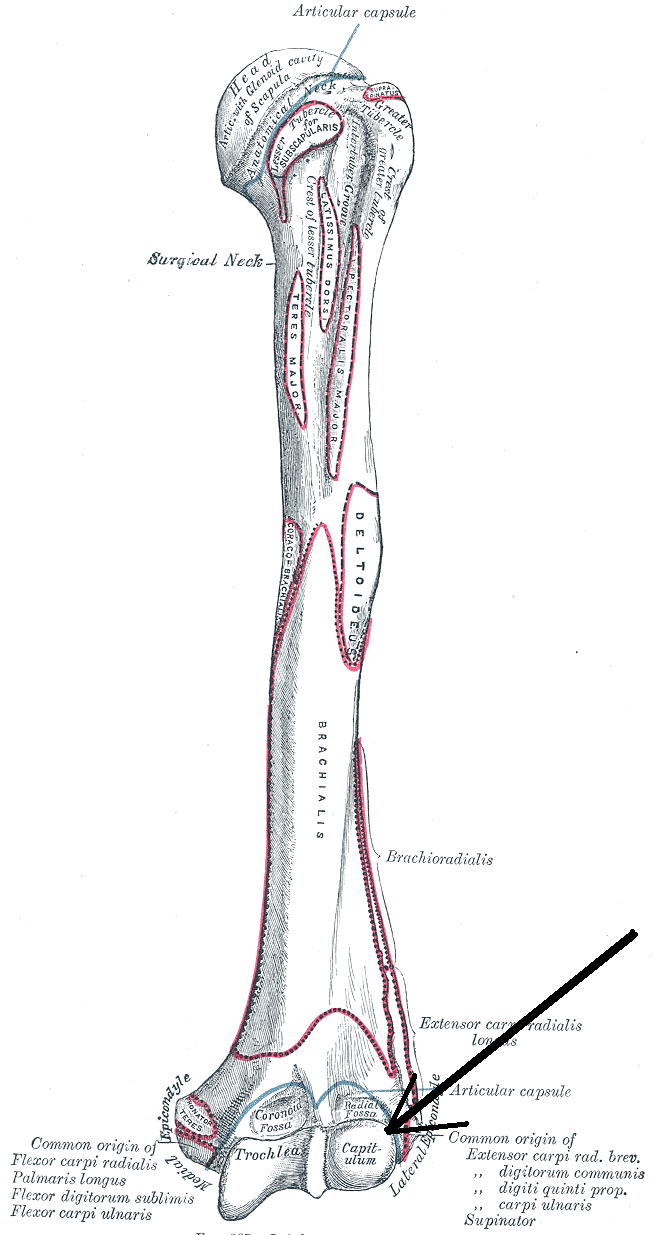

Capitulum este denumirea eminenței osoase, rotunde și netede situată la marginea laterală a suprafeței articulare a humerusului.
Se articulează cu capul radiusului.